# 应元岳

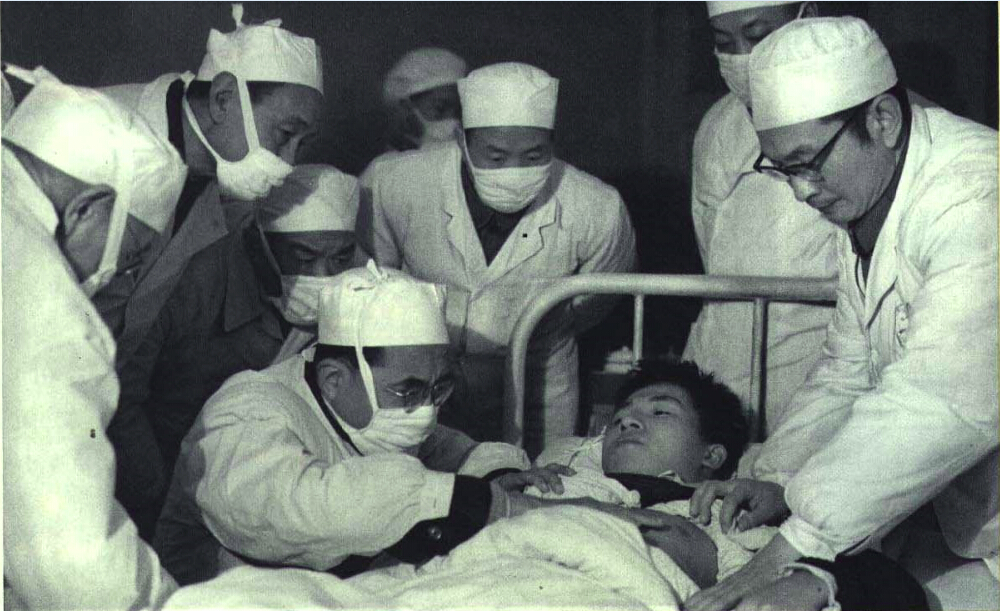
1966年应元岳率领抢救组

应元岳（1896年8月23日—1991年1月21日），字玄鹤，浙江省宁波市人，内科学家和热带病学家，医学教育家。中国热带病学主要开创人之一，有“中国发现肺吸虫病第一人”之称。

## 生平
1896年8月23日，生于浙江鄞县（今宁波市鄞州区）东乡下应村。1916年，赴湖南长沙，入读湘雅医学专门学校，成为该医学院首届学生之一。1921年，毕业于湘雅医学专门学校（今湘雅医学院，为中南大学医学院）。同年，被保送至北京协和医学院，学习放射医学，该期学习班是中国最早放射医学学习班。后获得美国康涅钬格州大学医学博士学位。1924年，赴美，就读于美国约翰霍普金斯大学医学院，研习医学。
1926年，在浙江绍兴从医，曾任绍兴福康医院的内科主任。1927年，在中国首次在人体内发现了肺吸虫卵。并研究阐明了堆乱弧菌在患者体内潜伏存留的时间，血内恶性疟原虫数与疟疾临床发作之间的关系。
1928年，应邀出任上海医学院（今复旦大学医学院）临床内科，热带病学，寄生虫学和实验诊断学的副教授，并兼任科主任。后晋升上海医学院（今复旦大学医学院）教授，出任中山医院（今复旦大学附属中山医院）院长。
后入英国伦敦大学热带病研究院学习。1933年，获得美国洛克菲勒基金会资助，赴印度，入读英国皇家热带病研究院（位于英属印度加尔各答），后获得热带病学博士学位。1934年，学成回国。
解放后，应元岳曾担任第二军医大学教授。1956年，加入中国共产党。1956年，兼任并接管上海同济医院（今同济大学附属同济医院）内科的教学科研任务，并负责医疗、定期查房。并在军事医学科学院（当时位于上海岳阳路）流行病学训练班授课。1957年，出任第二军医大学的副校长。
曾任中国人民解放军总后勤部卫生部医学科技委员会委员。应元岳是中华医学会的理事，全国血吸虫病防治委员会的委员，第三届全国人民代表大会代表，第三届全国政协的委员。1991年1月21日，病逝于上海，遗嘱将自己遗体捐献给上海医学院，作医学解剖研究。

## 学术成就
- 1928年5月时，在浙江绍兴，两名农村青年有长期咳嗽并咯血的症状，就诊于福康医院内科。应元岳详细察看了他们的病情，在其唾液和粪便中发现肺吸虫卵，确诊为肺吸虫病。这是首次在中国人群中发现肺吸虫病例。相关研究成果发表于《中华医学杂志》（英文版）1930年第16卷。[1]
- 编写了《内科学讲义》，是中国第一本自主编写的内科学教材。[1]
- 编写了《热带病学》，是中国第一部自主编写的热带病学专著。[1]

## 代表著作
- 《热带病学》，专著
- 《内科手册》，主编